# Sadd-e Shīrvān
Sadd-e Shīrvān (persiska: سد شیروان) är en dammbyggnad i Iran.   Den ligger i provinsen Nordkhorasan, i den nordöstra delen av landet, 600 km öster om huvudstaden Teheran. Sadd-e Shīrvān ligger 1 413 meter över havet.
Terrängen runt Sadd-e Shīrvān är huvudsakligen kuperad, men österut är den bergig. Sadd-e Shīrvān ligger nere i en dal. Runt Sadd-e Shīrvān är det ganska glesbefolkat, med 38 invånare per kvadratkilometer. Närmaste större samhälle är Naz̧ar Moḩammad, 13,0 km norr om Sadd-e Shīrvān. Trakten runt Sadd-e Shīrvān består i huvudsak av gräsmarker.